# Henryk Śmigacz
Henryk Śmigacz (ur. 16 sierpnia 1911 w Warszawie, zm. 24 marca 1972 w Łodzi) – polski fotograf.

## Życiorys
W okresie 20-lecia międzywojennego współpracował z Janem Rysiem, pracując dla „Kurjera Warszawskiego”. We wrześniu 1939 uzyskał pozwolenie od prezydenta Warszawy Stefana Starzyńskiego i generała Juliusza Rómmla na swobodne przemieszczanie się po Warszawie oraz tworzenie fotograficznej kroniki miasta funkcjonującego pod niemiecką okupacją. Dokumentował on również walkę z Niemcami, zniszczenia po bombardowaniach. Jest autorem zdjęć archikatedry św. Jana Chrzciciela w trakcie pożaru we wrześniu 1939, a także pożarów Zamku Królewskiego i Starego Miasta. 
W czasie powstania warszawskiego był przedstawicielem Delegatury Rządu na Kraj, fotografował wówczas zgliszcza gmachów i kamienic, w tym m.in. budynek PAST-y (ul. Zielna 39), Hotelu Polonia (Al. Jerozolimskie 39), Gimnazjum Państwowego im. J. Lelewela (ul. Złota 53), zniszczonych kamienic przy ul. Marszałkowskiej, a także barykad przy placu Grzybowskim, transport rannego powstańca Jerzego Januszki, szpitala polowego Zgrupowania „Gurt” i cmentarz poległych powstańców przy ul. Sosnowej. Zachowały się jego 82 fotografie z blisko 2 tysięcy, ukrytych w piwnicy mieszkania Śmigacza przy ul. Złotej 24. Warszawę opuścił wraz z żoną Jadwigą i córką Aleksandrą po upadku powstania.
Po II wojnie światowej zamieszkał w Łodzi, gdzie otworzył zakład fotograficzny przy ul. Piotrkowskiej 6, a w późniejszym okresie również przy ul. Piotrkowskiej 43. Był zaangażowany we współpracę z łódzkimi teatrami. Fotografował przedstawienia teatralne i operowe, wystawiane od drugiej połowy lat 40. do lat 60. XX w. W jego kolekcji znalazły się portrety, zdjęcia grupowe aktorów, tancerzy i śpiewaków, takich jak: Irena Brodzińska, Edmund Wayda, Jan Kiepura, Adolf Dymsza i Henryk Szwajcer, wykonane w jego atelier. Ponadto wśród fotografii zachowanych po Henryku Śmigaczu znalazły się zdjęcia przedstawiające jego życie prywatne oraz pracę.
Został pochowany w części rzymskokatolickiej Starego Cmentarza w Łodzi.

## Inne informacje
Fotografie Śmigacza zostały przekazane przez rodzinę do Archiwum Pełnego Pamięci, prowadzonego przez IPN.